# Ledanca
Ledanca es un municipio y localidad española de la provincia de Guadalajara, en la comunidad autónoma de Castilla-La Mancha. El término municipal, atravesado por el río Badiel, incluye los núcleos de Ledanca y Valfermoso de las Monjas y tiene una población de 99 habitantes (INE 2024).

## Geografía
La localidad está situada a una altitud de 924 m sobre el nivel del mar. Se encuentra en el valle del río Badiel, a la altura del km 94,5 de la carretera N-II. Es un pueblo pequeño rodeado de pequeñas huertas y campos de secano, vides, árboles frutales y olivos.
| Noroeste: Villanueva de Argecilla | Norte: Jadraque | Noreste: Argecilla |
| Oeste: Valfermoso de las Monjas   |                 | Este: Argecilla    |
| Suroeste: Gajanejos               | Sur: Brihuega   | Sureste: Brihuega  |

## Historia
Perteneció Ledanca, tras la reconquista de la zona, al alfoz y jurisdicción de Hita, rigiéndose por su fuero. Siguió los avatares históricos de la villa castillera, perteneciendo al magnate Iñigo López de Orozco, y pasando luego a los Mendozas, que contaron entre sus primeros títulos con el del señorío de Hita. Del duque del Infantado, siglos adelante su poseedor, pasó en el siglo XVII Ledanca a formar parte del marquesado de Argecilla, que estuvo en poder de los duques de Pastrana y años adelante revirtieron los títulos nuevamente en los duques del Infantado, hasta el siglo XIX. Posteriormente, fue un importante frente de batalla tanto en las guerras carlistas, en las cuales se establecieron trincheras a lo largo de toda la zona de la Venta del Puñal, como relató Galdós en sus Episodios Nacionales.
A mediados del siglo XIX, el lugar contaba con una población censada de 685 habitantes. La localidad aparece descrita en el décimo volumen del Diccionario geográfico-estadístico-histórico de España y sus posesiones de Ultramar de Pascual Madoz de la siguiente manera:

LEDANCA: v. con ayunt. en la prov. de Guadalajara (7 leg.), part. jud. de Brihuega (2), aud. terr. de Madrid (17), c. g. de Castilla la Nueva, dióc. de Sigüenza (6). sit. en un valle sobre un pequeño cerro, con buena ventilacion, principalmente por el N.: su clima es sano, y las enfermedades mas frecuentes, dolores de costado y cólicos: tiene 200 casas, la de ayunt., cárcel, escuela de instruccion primaria frecuentada por 60 alumnos, á cargo de un maestro dotado con 700 rs.; una posada; una fuente de buenas aguas que las da por 4 caños; un buen lavadero de ropas con lechado; una igl. parr. (la Asuncion de Ntra. Sra.) servida por un cura y un sacristan: confina el térm. con los de Argecilla, Jadraque, Brihuega, Grajanejos y Valfermoso; dentro de él se encuentran 3 fuentes de buenas aguas, una ermita La Soledad, y una venta llamada de Sto. Domingo y mas comunmente del Puñal: el terreno en la parle de valle fertilizado por el Vadiel, es de buena calidad; lo restante arenoso, flojo y con mucho guijarro: hay unas 3,000 fan. destinadas á cereales y legumbres, 500 de viñedo y 2,000 de monte bajo de chaparro y otras matas. caminos: los que dirigen á los puebles limítrofes y la carretera general de Madrid a Zaragoza, en la cual se encuentra la precitada venta. correo: se recibe y despacha en la adm. de Jadraque por un cartero. prod.: trigo, cebada, avena, patatas, garbanzos, almortas, lentejas, vino, leñas de combustible y yerbas de pasto con las que se mantiene gana de lanar y cabrio y las caballerías necesarias para la agricultura; hay caza de liebres y conejos. ind.: la agrícola, dos molinos harineros, 4 telares de lienzos ordinarios, algunos otros de los oficios mas indispensables, y por último, la arriería á la que te dedican muchos vecinos despues de terminadas las faenas agrícolas. comercio: esportacion del sobrante de frutos, é importacion de los art. de consumo que faltan. pobl. 187 vec., 685 alm. cap. prod.: 2.817,500 rs. imp.: 225,400. contr.: 11,913. presupuesto municipal: 10,000 se cubre con los fondos de propios y arbitrios y raparto vecinal.
(Madoz, 1847, p. 115)

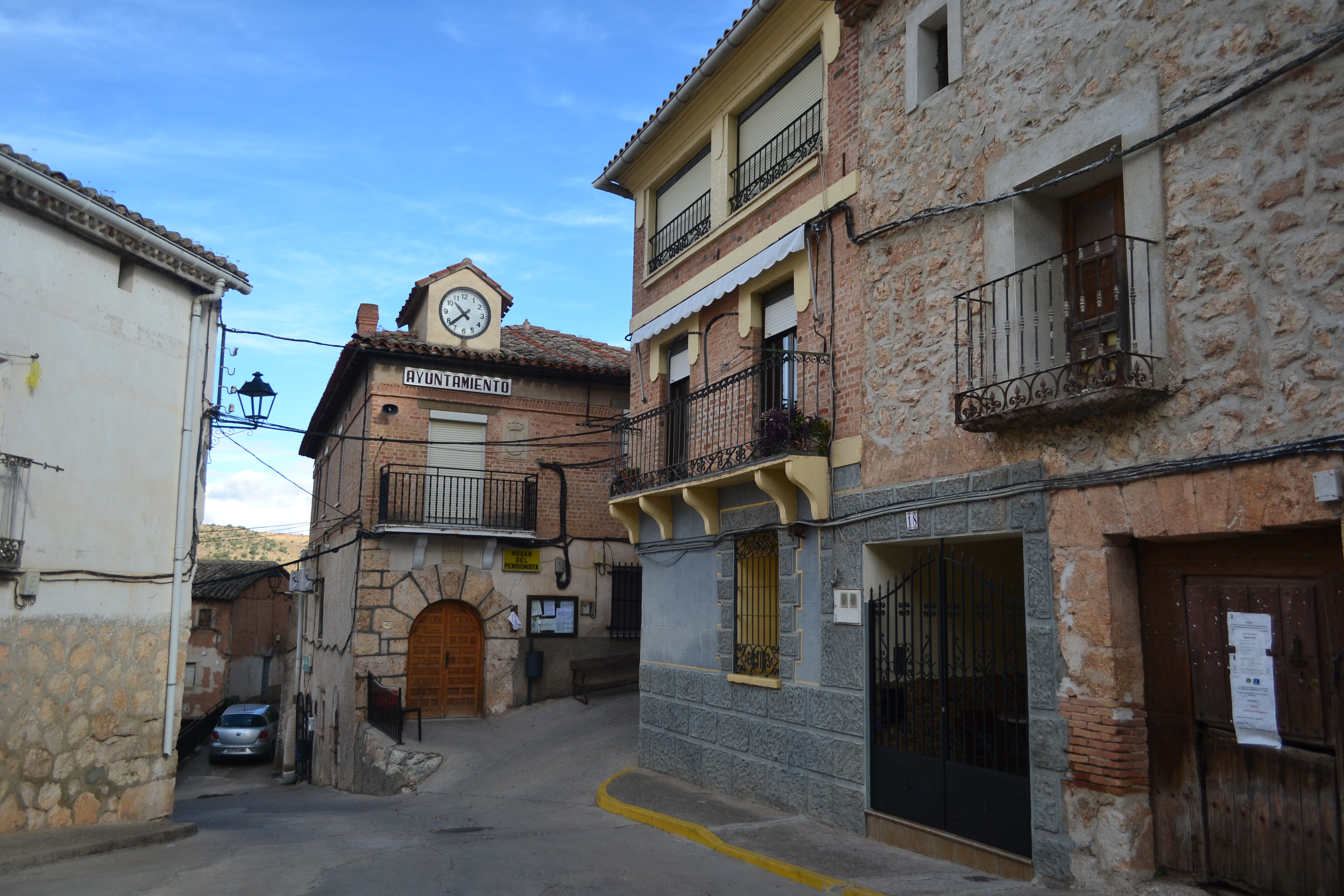
Casa consistorial

Durante la guerra civil española, el pueblo de Ledanca se encuentra localizado en el frente de batalla, dándose diversas incursiones por parte de los dos bandos, estas se encuentran en dentro de la llamada batalla de Guadalajara, al finalizar la misma  se encontró entre los dos frentes, zona nacional montañas más próximas a Jadraque y frente republicano, montañas más próximas a Brihuega.
Fue lugar de rodaje de la película de 1977, ¡Bruja, más que bruja!, dirigida por Fernando Fernán Gómez; en la película se pueden ver varias localizaciones del pueblo, como son las vistas desde la carretera que baja de la Venta, la plaza mayor, calles adyacentes a la misma y también  el interior de la iglesia.
Alrededor del año 2000, como consecuencia de una mejorar en los procesos administrativos de ambos pueblos, el núcleo poblacional de Valfermoso de las Monjas pasó a formar parte del municipio de Ledanca como pedanía.

## Demografía
Ledanca cuenta con una población de 99 habitantes (INE 2024).
| Gráfica de evolución demográfica de Ledanca entre 1842 y 2021 |
| |
| Población de derecho según los censos de población del INE Población de hecho según los censos de población del INEEntre el censo de 1970 y el anterior, crece el término del municipio porque incorpora a Valfermoso de las Monjas |

## Símbolos
El escudo escudo heráldico que representa al municipio fue aprobado oficialmente el 6 de febrero de 2006 con el siguiente blasón:

Escudo partido: Uno de plata, una iglesia de gules sobre un monte verde; de gules dos espadas de plata pasada en aspa; entado en punta de ondas de plata y azul. Se timbra con la corona real de España.
Diario Oficial de Castilla-La Mancha nº 42 de 24 de febrero de 2006

La descripción textual de la bandera, aprobada el mismo día que el escudo, es la siguiente:

Paño rectangular, de proporciones 2/3, dividida horizontalmente por mitad, de color verde la parte superior y rojo la inferior, con un triángulo cuya base coincide con el asta y su vértice se sitúa en el centro del paño, de color blanco con tres franjas ondeadas de color azul dispuestas horizontalmente.
Diario Oficial de Castilla-La Mancha nº 42 de 24 de febrero de 2006

## Patrimonio

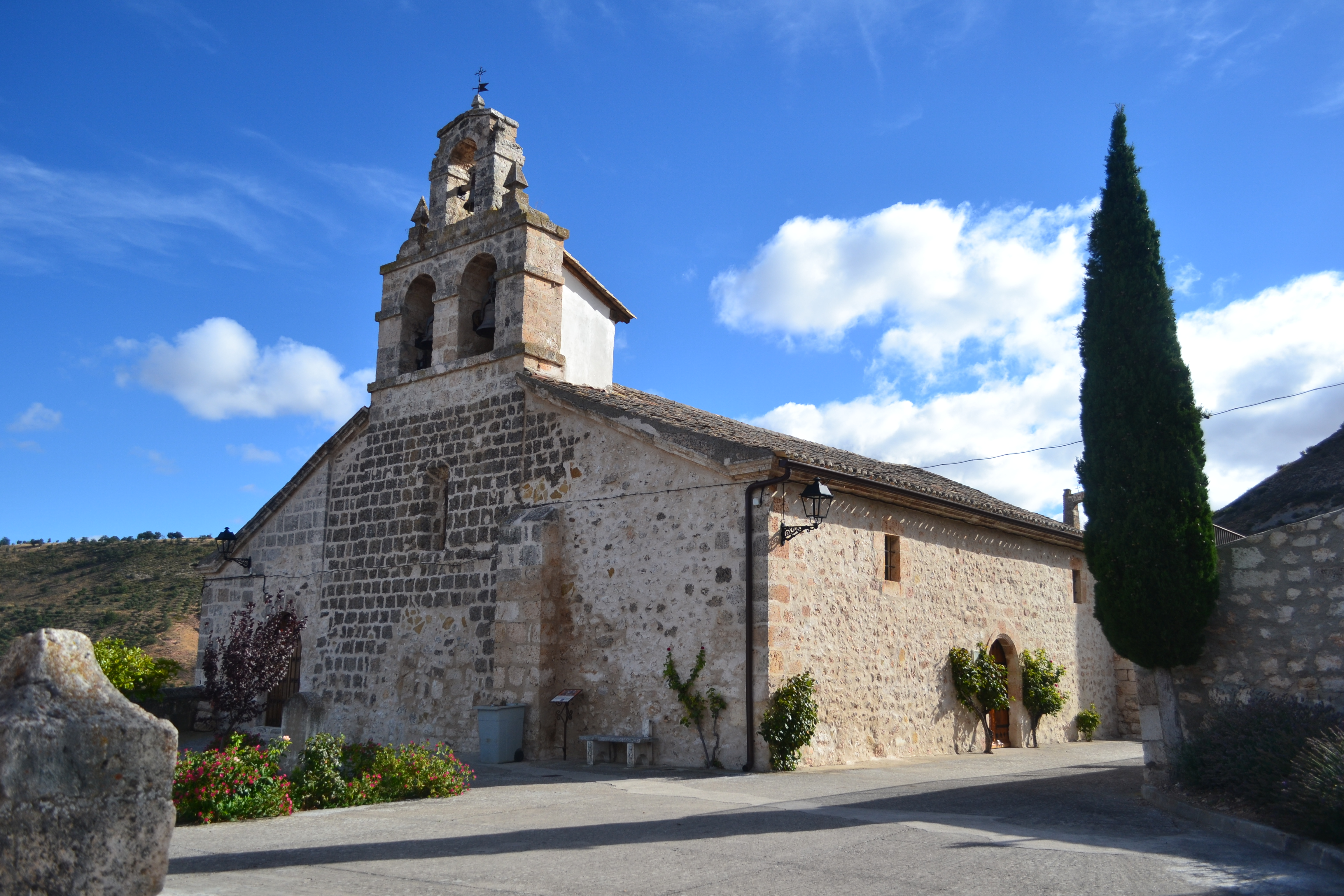
Iglesia de Nuestra Señora de la Asunción

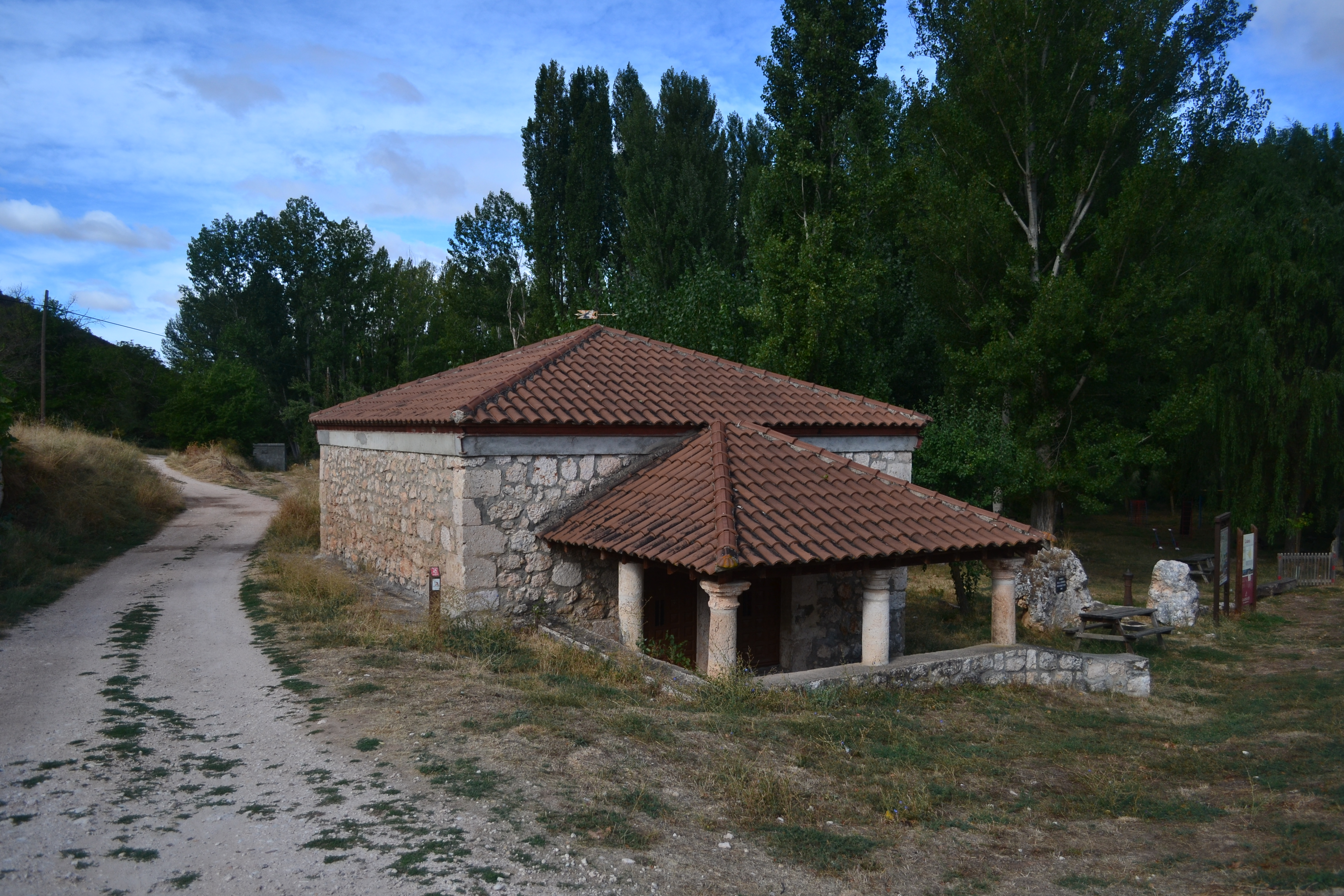
Ermita

Destacan la iglesia —de estilo románico aunque muy reformada debido principalmente al bombardeo que sufrió en la Guerra Civil de 1936— y la fuente de la plaza, del siglo XVIII. El paisaje de la zona es el típico de la Alcarria, y en los alrededores se encuentran la ermita, el Molino del Cura —de origen medieval— y las ruinas de un antiguo tejar.
Como consecuencia de  las obras que se realizaron al crear los tubos para el gaseoducto, se encontraron un yacimiento de la edad de bronce, en las aproximaciones de la montaña "La Olla", dicho yacimiento fue documentado y vuelto a enterrar 